# زیمبرا
زیمبرا، که قبل از سال ۲۰۱۹ با عنوان Zimbra համագործակցության Suite (ZCS) شناخته می‌شد، یک مجموعه نرم‌افزاری مشترک است که شامل یک سرور ایمیل و یک مشتری وب است.
زیمبرا در ابتدا توسط LiquidSys ساخته شد، که در ۲۶ ژوئیه ۲۰۰۵ نام آنها را به زیمبرا تغییر یافت. مجموعه زیمبرا برای اولین بار در سال ۲۰۰۵ منتشر شد. این شرکت متعاقباً توسط Yahoo! خریداری شد. در ۱۷ سپتامبر ۲۰۰۷، و بعداً در ۱۲ ژانویه ۲۰۱۰ به VMware فروخته شد. در ژوئیه ۲۰۱۳، توسط VMware به Telligent Systems فروخته شد که در سپتامبر ۲۰۱۳ نام خود را به زیمبرا تغییر داد. سپس توسط Synacor در ۱۸ اوت ۲۰۱۵ خریداری شد.

## نامگذاری
طبق گفته رئیس سابق زیمبرا Scott Dietzen، نام زیمبرا از آهنگ " I Zimbra " ساخته Talking Heads گرفته شده‌است.